# 武安城隍庙
武安城隍庙，位于中国河北省邯郸市城关庙路街，为邯郸市武安市的一个省级文物保护单位，类型为古建筑，公布时间为1993年7月15日。
武安城隍庙的历史年代为明代。